# Amouren
Amouren ist eine deutsche Fernseh-Boulevardkomödie aus dem Jahre 1972 mit O. W. Fischer und Johanna Matz in den Hauptrollen.

## Handlung
Garry Essendine ist zwar ein alternder aber immer noch umschwärmter Schauspieler, dem die Frauen in Scharen nachlaufen. Als erklärter Womanizer und Charmeur der alten Schule hatte er lange Zeit nichts dagegen einzuwenden, doch mit zunehmendem Alter wird es ihm hin und wieder auch zu viel. Er hat in seiner Anziehungskraft gegenüber dem weiblichen Geschlecht nichts eingebüßt, und als er sich eines Tages zu einer Theatertournee nach Afrika entschließt, haben sich diverse Damen als seine Begleitung angekündigt. Neben der klugen und duldsamen Gattin Liz Essendine sind dies auch Fans beiderlei Geschlechts. 
Während Garry daheim diesen Aufmarsch an Verehrerinnen organisatorisch noch einigermaßen in den Begriff bekam – natürlich befanden sich darunter auch einige Amouren, wie der Fernsehtitel verrät – droht dies auf derart engem Raum während einer Gastspielreise völlig aus dem Ruder zu laufen, zumal sich auch noch ein anhänglicher, penetranter Jungautor – Typ Gammelhippie – an seine Fersen heftet. Bald entwickelt sich das gesamte Drumherum zu einem Tollhaus, dem Garry Essendine kunstvoll entflieht und alles hinter sich lässt, um sich nunmehr ganz einer Zweisamkeit mit seiner gescheiten Gattin Liz zu widmen.

## Produktionsnotizen
Amouren entstand 1972 und wurde im ZDF am Sonntag, dem 22. Oktober 1972 um 20 Uhr 15 ausgestrahlt.

## Kritik
„Boulevardkomödie um einen alternden Schauspieler, der die Geister, die er rief, nicht mehr loszuwerden scheint.“

## Einzelnachweis
1. ↑  Dorin Popa: O. W. Fischer. Seine Filme – sein Leben. Herausgeber: Bernhard Matt. Heyne Verlag, München 1989. S. 224